# Математичка и теоријска биологија
Математичка и теоријска биологија је интердисциплинарно научно истраживање са спектром примене у биологији, биотехнологији и медицини. Поље се такође назива математичком биологијом или биоматематиком да нагласи математичке стране, или теоријском биологијом да нагласи биолошке стране. Математичка биологија има за циљ математичке репрезентације, лечење и моделирање биолошких процеса, коришћењем различитих примењено математичких техника и алата. Она има и теоретске и практичне примене у биолошким, биомедицинским и биотехнолошким истраживањима. На пример, у ћелијској биологији, протеинске интеракције су често представљене као "цртани" модели, који, иако се лако визуелизацију, не описују тачпно системе који се проучавају. То захтева прецизне математичке моделе. Описујући системе на квантитативан начин значи да њихово понашање може бити симулирано, и стога се може предвидети да то можда није евидентно у експериментима.
Такве математичке области као рачун, теорија вероватноће, статистике, линеарне алгебре, апстрактне алгебре, теорије графова, комбинаторике, алгебарске геометрије, топологије, динамичких система, диференцијалних једначина и теорији кодирања се сада примењују у биологији. Неке математичке области, као што су поједине методологије у статистици, развијени су као средство у току спровођења истраживања у математичке биологије.

## Значај
Примена математике у биологији има дугу историју, али тек недавно је дошло до експлозије интереса у овој области. Неки од разлога за то су:
- Експлозија података богатих информационих скупова, због геномичке револуције, који се тешко разумеју без употребе аналитичких алата
- Последњи развој математичких алата као што су теорија хаоса помажу да се разумеју сложенији, нелинеарни механизми у биологији
- Повећање рачунарске снаге, што олакшава калкулације и симулације претходно није било могуће
- Све је већи интерес за in silico експериментисање у због етичких разлога, ризика, непоузданости и других компликација које су укључене у људска и животињска истраживања.

## Области истраживања
Неколико области специјализованих истраживања у математичкој и теоријској биологији као и спољни линкови ка сродним пројектима на различитим универзитетима су сажето представљени у наредним ставовима, укључујући и велики број одговарајућих потврђених референци из листе од неколико хиљада објављених аутора који доприносе овој области. Многе од укључених примера одликују изузетно комплексни, вишеслојни, и суперцкомпликовани механизми, као што се све више препознаје да резултат таквих интеракција може да се разуме само кроз комбинацију математичких, логичких, физичких/хемијских, молекуларних и рачунарских модела. Због широког спектра специфичних знања који су укључени, биоматематичка истраживања се често обављају у сарадњи математичара, биоматематичара, теоријских биолога, физичара, биофизичара, биохемичара, биоинжењера, инжењера, биолога, истраживања физиолога, биомедицинских истраживача, онколога, молекуларних биолога, генетичара, ембриолога, зоолога, хемичара, итд.

### Еволуциона биологија
Екологија и еволуциона биологија су традиционално доминантна поља математичке биологије.
Еволуциона биологијаје био предмет математичке теорије. Целокупни назив за ову област је популациона генетика. Са становништва генетичара размотрају се промене у фреквенцијама алела на малом броју гена. Када су у питању сићушни ефекти на великом броју генског локуса, изводи се квантитативна генетика. Роналд Фишер је заслужен за основни напредак у статистици, као што су анализе варијансе, преко његовог рада на квантитативној генетици. Још једна важна грана популационе генетике је филогенетика. Филогенетика је област која се бави реконструкцијом и анализом филогенетских (еволуционих) дрвећа и мрежа на основу наслеђених карактеристика Традиционални популациони генетски модели баве се алелима и генотиповима, и често су стохастички. У еволуционој теорији игре, први пут развијеној од стране Џона Мајнарда Смита и Џорџа Р. Прајса, концепти еволуционе биологије могу узети детерминистичко математички образац, са избором који делује директно на наслеђене фенотипе.
За многе моделе популационе генетике претпостављено је да је величина популације  константна. Променљиве величине становништва, често у одсуству генетичке варијације, третирају области популационе динамике. Рад у овој области датира из 19. века, па чак и што се тиче 1798. године, када је Томас Малтус формулисао први принцип динамике популације, која је касније постала позната као Малтусов модел раста. У Лотка-Волтерове једначине предатор-плен су још један познати пример. Популациона динамика преклапа се са другим активним подручјем истраживања у математичкој биологији: математичка епидемиологија, проучавање заразних болести које утичу на популацију. Различити модели ширења инфекције су предложени и анализирани, и пружају значајне резултате који се могу применити на одлукама здравствене политике.

### Рачунарски модели и теорија аутомата
Монографија о овој теми сумира велику количину објављеног истраживања у овој области до 1986. године, укључујући ставове у следећим областима: рачунарске симулације у биологији и медицини, модели артеријских система, модели неурона, биохемијских и мреже осцилација, квантни аутомати, квантни рачунари у молекуларној биологији и генетици, канцерогено моделирање, неуронске мреже, генетске мреже, апстрактне категорије у релационој биологији, метаболичка-репликација система, теорија категорија апликације у биологији и медицини, теорија аутомата, ћелијски аутомат, модели теселације и комплетно саморепродуковања, хаотични системи у организму, релациона биологија и органске теорија. Овај објављени извештај садржи 390 референци на рецензираном чланку од стране великог броја аутора.
Моделирање ћелије и молекуларна биологија
Ово подручје добија подстицај због све већег значаја молекуларне биологије.
- Механика биолошких ткива
- Теоретска ензимологија и Ензимска кинетика
- Рак моделирање и симулација[22][23]
- Моделирање кретања интеракције ћелијске популације[24]
- Математичко моделирање оштећеног ткива[25]
- Математичко моделирање унутарћелијске динамике
- Математичко моделирање ћелијског циклуса

Моделирање физиолошких система
- Моделирање артеријске болести[26]
- Моделирање срца[27]

### Теорија молекуларног скупа
Теорија молекуларног скупа је представљен од стране Антонија Бартоломеја, његове апликације су развијене у математичкој биологији и медицини, посебно у математичкој медицини. Теорија молекуларног скупа (МДТ) је математичка формулација из широке чулно хемијске кинетике бимолекуларних реакција у смислу скупа молекула и њихових хемијских трансформација које представљају скуп-теоријског мапирања између молекуларних скупова. У општем смислу, МДТ је теорија молекуларних категорија које су дефинисане као категорије молекуларних скупова и њихових хемијских трансформација представљених као скуп-теоријских молекуларних скупова. Теорија је такође допринела биостатистици и формулацијама клиничке биохемије проблема у математичким формулацијама патологије, биохемијским променама од интереса за физиологију, клиничку биохемију и медицину.

### Комплексни системи биологије
Разрада система биологије за разумевање сложенијих животних процеса је развијена од 1970. године у вези са молекуларном теоријом скупова, релационом биологијом и алгебарском биологијом.

### Математичке методе
Модел биолошког система се конвертује у систем једначина, мада реч 'модел' се често користи као синоним за систем одговарајућих једначина. Решење једначина, било аналитичким или нумерички средствима, описује како се биолошки систем понаша у времену или у равнотежи. Постоји много различитих врста једначина и типова понашања који могу настати зависи како се модел и једначине користе. Модел често чини претпоставке о систему. Једначине такође могу правити претпоставке о природи онога што се може јавити.

### Симулација математичке биологије
Рачунар са значајном недавном еволуцијом у обављању модела симулације на основу различитих формула. Сајтови  BioMath Modeler могу покренути симулације и приказивати графиконе интерактивно на претраживачу.

### Математичка биофизика
Раније фазе математичке биологије биле су под апсолутном доминацијом математичке биофизике, описане као примена математике у биофизици, често укључује специфичне физичке/математичке моделе биосистема и њихових компоненти или делова.
Следи листа математичких описа и њихових претпоставки.

#### Детерминистички процеси (динамички системи)
Фиксно мапирање између почетног стања и коначног стање. Полазећи од почетног стања и кретања напред у време, детерминистички процес увек генерише исту путању, а не постоје две путање које могу да се пређу у простору.
- Диференцијалне једначине - дискретно време, континуирано стање простора.
- Обични диференцијалне једначине - непрекидне, континуирано стање простора, нема просторних деривата. Види још: Нумеричке обичне диференцијалне једначине.
- Парцијалне диференцијалне једначине - непрекидно, континуирано стање простора, просторни деривати. Види још: Нумеричке парцијалне диференцијалне једначине.
- Логички детерминистички ћелијски аутомат- дискретно време, дискретни простор. Види још: ћелијски аутомат.

#### Стохастички процеси  (динамички системи)
Случајно мапирање између почетног стања и коначног стања, чинећи стање система случајне променљиве са одговарајућом расподелом вероватноће.
- Не-Марков процес - генерализоване мастер једначине - континуирано време са меморијом догађаја из прошлости, дискретан простор, време чекања догађаја (или прелаз између држава) дискретно јављају.
- Скок Марковог процеса - мастер једначине - континуирано време без сећања прошлих догађаја, дискретан простор, чекајући неколико пута између догађаја дискретно се јављају и дају експоненцијалну дистрибуираност. Види још: Монте Карло метод за нумеричке методе симулације, посебно динамички Монте Карло метод и Гилерспијев алгоритам.
- Континуиран Марков процес - стохастичке диференцијалне једначине или А Фокер-Планкова једначина - непрекидно, стално стање простора, догађаји се догоде континуирано према случајном Винер процесу.

#### Просторно моделирање
Један класичан рад у овој области је рад Алан Тјуринга о морфогенези Хемијска основа морфогенезе, објављен 1952. године у Филозофској трансакцији краљевског друштва. 
- Путовање таласе[30]
- Јато
- Механохемијска теорија морфогенезе[31]
- Биолошки образац формирања
- Просторно моделирање помоћу узорака

#### Релацијска биологија
Релацијска биологија (АРБ) бави се проучавањем општих, релационих модела сложених биолошких система, специфично морфолошких, или анатомских, структура. Неки од најједноставнијих модела у АРБ су метаболичко понављање, или (М, Р)--систем је увео Роберт Росен 1957-1958, као однос модела ћелијске и органске организације.

### Алгебарска биологија
Алгебарска биологија (такође позната као биологија симболичких система) примењује алгебарске методе симболичког рачунања при проучавању биолошких проблема, нарочито у геномици, протеомици, анализи молекуларне структуре и проучавању гена.

## Пример модела: ћелијски циклус
Еукариотски ћелијски циклус је веома сложен и једна је од највише проучаваних тема, јер његова мисрегулација доводи до рака. То је вероватно добар пример математичког модела јер се бави једноставним рачуном, али даје валидне резултате. Две истраживачке групе произвеле су неколико модела ћелијског циклуса који симулира неколико организама. Недавно су произведени генерички еукариотски модели ћелијског циклуса који могу представљати посебне еукариоте у зависности од вредности параметара, показујући да идиосинкразије појединих ћелијских циклуса настају услед различитих концентрација протеина, док су механизми у њиховој основи конзервирани (Csikasz-Nagy et al., 2006).
Помоћу система обичних диференцијалних једначина ови модели показују промену у времену (динамички систем) протеина унутар појединачне ћелије; овај тип модела се назива детерминистички процес (док модел описује статистичке дистрибуције концентрацијама протеина у популацији ћелија се зове стохастичким процесом).
Да бисте добили ове једначине итеративаног низ корака морате учинити: прво неколико модела и запажања се комбинују да формирају консензус дијаграма и одговарајућих кинетичких закона који су одабрани да се напишу диференцијалне једначине, као што су брзина хемијске реакције за стехиометријске реакције, Михаелис-Ментенина кинетика за ензимске супстрате реакције подлоге и Голдбетер-Кохланд кинетика за ултрасензитивни фактор транскрипције, а потом параметрима једначина (брзина хемијске реакције, коефицијенти ефикасности ензима и Михаелисове константе) морају бити опремљене да би одговарале запажањима; када не могу да се поставе кинетичка једначина која је ревидирана, када то није могуће дијаграм се мења. Параметри су опремљени и потврђено је коришћење посматрања оба дивља типа и мутација, као што је протеин полу-живота и величина ћелија.
Да би одговарале параметрима, диференцијалне једначине морају бити проучене. Ово се може урадити или симулацијом или анализом. У симулацији, с обзиром на почетни низ (листа вредности променљивих), прогресија система израчунава се решавањем једначина у сваком временском оквиру у малим корацима.
У анализи, својства једначина се користе за истраживање понашања система зависно од вредности параметара и променљивих. Систем диференцијалних једначина може бити представљен као вектор поља, где сваки вектор који описује промену (у концентрацији од два или више протеина) утврђује где и колико брзо се креће путања (симулација). Вектор поља може имати неколико специјалних тачака: стабилну тачку, која је привлачна у свим правцима (приморавање концентрације да буде на одређеној вредности), нестабилну тачку, или изворну или седласту тачку, која одбија (терајући концентрације да промене даље од одређене вредности), и лимитни циклус, затворена путања према којој је неколико спиралних путања (концентрација осцилује).
Боља репрезентација, која се бави великим бројем променљивих и параметара, зове се бифуркацијски дијаграм (теорија бифуркације): присуство ових специјалних стабилних тачака на одређеним вредностима параметра (нпр. маса) заступа тачке и једнан параметар који узима одређену вредност, квалитативна промена која настаје, назива се бифуркација, у којој је природа простора променљива, са дубоким последицама за концентрацију протеина: циклус ћелија има фазе (делимично одговарају Г1 и Г2) у којем масе, преко стабилне тачке, контролишу цикличне нивое, и фазе (С и М фазе) у којима се концентрације мењају самостално, али када се фаза једном промени на бифуркацијски начина (контрола тачака ћелијског циклуса), систем се не може вратити на претходни ниво од тренутне масе вектора поља који се разликује и маса се не може преокренути назад кроз бифуркацију догађаја. Контролни пунктови С и М су регулисани путем посебних бифуркација називаним Хопфова бифуркација и бифуркација неограниченог времена.

### Друштва и институције
- ESMTB: Европско друштво за математичку и теоретску биологију
- Израелско друштво за теоретску и математичку биологију
- Међународно друштво за биосемиотичке студије

### Сродни часописи
- Acta Biotheoretica[мртва веза]
- Бионформатика
- Биолошка теорија
- Билтен математичке биологије
- Еколошко моделирање
- Журнал математичке биологије [мртва веза]
- Журнал теоријске биологије
- Математичка бионаука
- Математичка бионаука и инжењерство
- Медицинска хипотеза
- Биолошки журнал-форум биологије
- Теоретска и примењена генетика
- Теоретска биологија и медицинско моделирање
- Теоријска популациона биологија